# Phil Rogers (Keramiker)

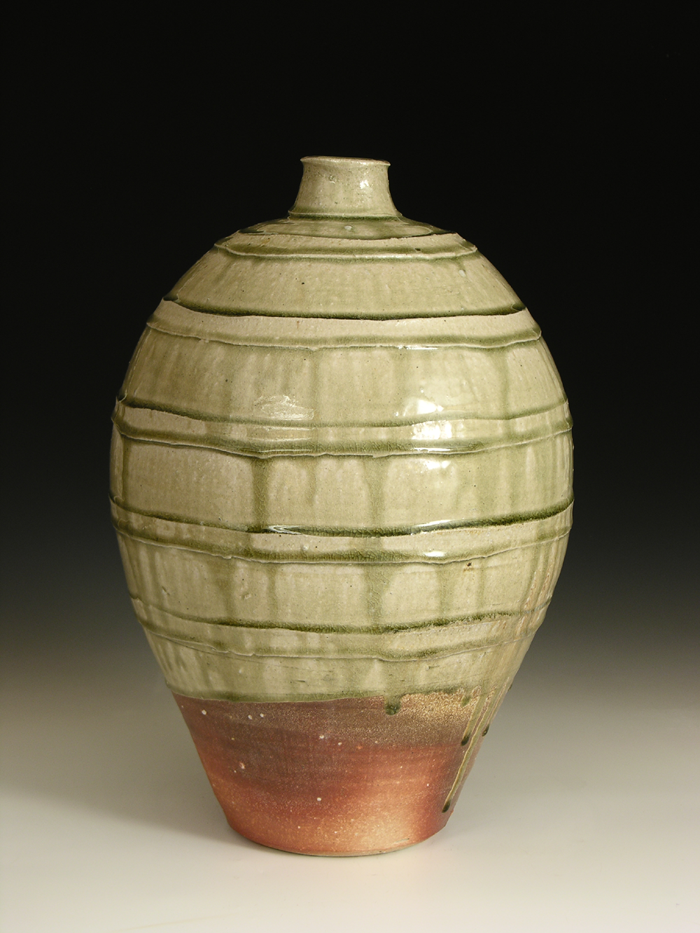
Holzbrand-Flasche mit Ascheglasur von Phil Rogers

Philip Marston Rogers (* 28. Mai 1951 in Newport; † 22. Dezember 2020 auf der Lower Cefnfaes Farm nahe Rhayader) war ein britischer Keramiker.

## Leben
Geboren wurde Rogers in Newport im südlichen Wales. Er besuchte das Swansea College of Art (Swansea Metropolitan University), zunächst mit dem Ziel, Maler zu werden, wandte sich dann jedoch der Keramik zu. Nach Abschluss des College wurde Rogers zunächst Lehrer und unterrichtete fünf Jahre lang an weiterführenden Schulen, bevor er 1978 eine Töpferei in Rhayader, Powys, Wales eröffnete und begann, hauptberuflich als Keramiker zu arbeiten. 1984 eröffnete er die „Marston Pottery“ auf der Lower Cefnfaes Farm nahe Rhayader, wo er bis zu seinem Tod tätig war.
Ab September 1997 arbeitete Rogers auf Einladung der Universität Chungnam für drei Monate in Korea.
2008 veröffentlichte seine britische Galerie einen Dokumentarfilm über Rogers mit dem Titel A passion for pots. 2012 gab er vor Publikum Einblicke in seine Arbeit an der Töpferscheibe. 2014 folgte ein dokumentarischer Kurzfilm mit dem Titel Drawing in the Air.
Seine Arbeiten wurden mit großem Erfolg nicht nur in Großbritannien ausgestellt, sondern darüber hinaus in Japan, Südkorea und den USA und finden sich in über 40 Museen weltweit, unter anderem in der Dauerausstellung des Victoria and Albert Museum, dem Boston Museum of Fine Arts, dem Cleveland Museum of Art und dem Museum für zeitgenössische Keramik in Mashiko, Japan.
Rogers war Mitglied der Craft Potters Association of Great Britain und ab 1991 mehrere Male ihr Vorsitzender. 1999 wurde Rogers Mitglied der International Academy of Ceramics, 2003 wurde er zum Mitglied der Royal Cambrian Academy of Art berufen.
Phil Rogers starb am 22. Dezember 2020 auf Lower Cefnfaes.

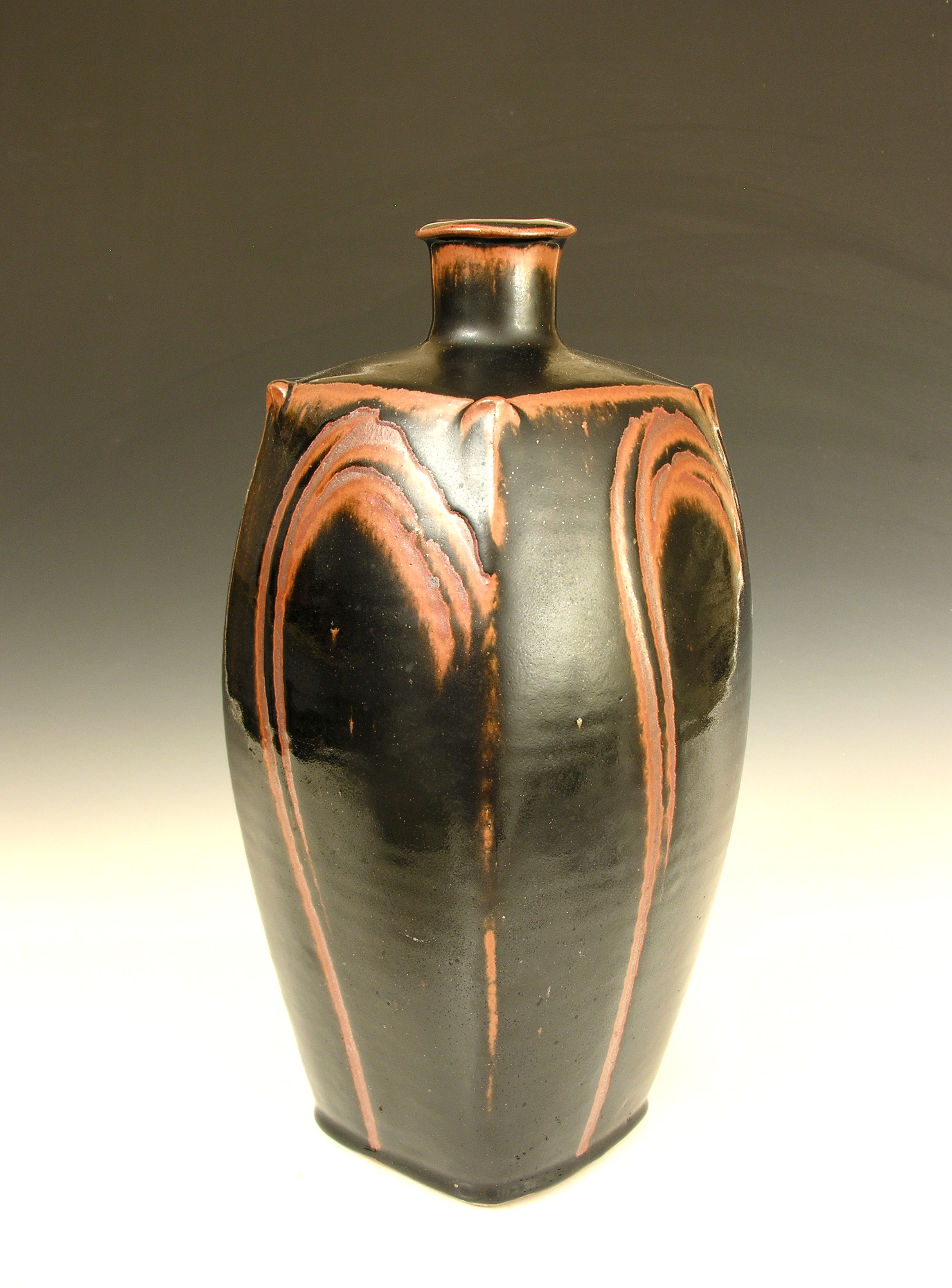
Viereckige Flasche mit Fingerwischdekor von Phil Rogers

## Werk
Rogers Vorbilder waren zum einen Arbeiten englische Keramikerinnen und Keramiker, die dem Kreis um Bernard Leach angehörten oder in dessen Tradition arbeiteten. Neben Leach selbst nennt er z. B. Richard Batterham, Walter Keeler und Kathrin Pleydell Bouverie. Besonders faszinierten ihn das Werk des japanischen Keramikers Shoji Hamada. Zu seinen Inspirationen gehörten aber ebenso englische Krüge des späten Mittelalters, englische engobeverzierte Keramik der frühen Neuzeit oder salzglasiertes Steinzeug aus Deutschland und England.
Rogers selbst war - nicht zuletzt durch seine sehr populäre Publikation zum Thema - zunächst vor allem für seine Arbeit mit Ascheglasuren bekannt. Bei der Formgebung legte er Wert auf eine dynamische, zügige Arbeitsweise, um den Stücken Individualität und Dynamik zu verleihen. Wesentliches Gestaltungselement neben der Form war die Strukturierung der Oberflächen seiner Stücke, die diese Art der Glasuren möglichst gut zur Geltung bringen sollte.
Weitere Schwerpunkte seiner Arbeit bildeten seine Interpretation der aus Japan stammenden Tenmoku-Glasur, Salzbrandkeramik sowie Holzbrandkeramik, die sich unter anderem an japanischer Shigaraki-Keramik orientierte.
Schon früh war Rogers auch von koreanischer Keramik des 15. und 16. Jahrhunderts fasziniert, insbesondere einer Stilrichtung, die heute als Buncheong bezeichnet wird. Kernelement dieses Stils ist eine weiße Engobe auf dunklem, eisenreichen Ton unter einer klaren Glasur. Rogers besonderes Augenmerk galt einer Technik, die er 1997 bei seinem Aufenthalt in der Gyeryongsan-Region näher kennen gelernt hatte und die als Cheolhwa bezeichnet wird. Bei dieser Spielart des Buncheong wird mit Eisenoxidpigment auf die weiße Engobe gemalt. Durch die Entwicklung seiner eigenen Interpretation von Buncheong ab den 2000er Jahren erschloss sich Rogers mit dem Bemalen von Keramik auch nochmal eine für ihn neue Art der Dekoration, da er bis dahin vor allem mit der Strukturierung von Oberflächen gearbeitet hatte.

## Veröffentlichungen
- Ash Glazes. London 1991.
- Throwing Pots. London 1995.
- Salt Glazing. Philadelphia 2002.
- Ash Glazes. 2. Aufl. Philadelphia 2003.
- a portfolio. Uppingham 2012.
- Ash Glazes, 3. Aufl. mit Hajeong Lee-Rogers. London 2023.